# Bashkim Gazidede
Bashkim Gazidede (ur. 2 lutego 1952 w Peshkopii, zm. 25 października 2008 w Tiranie) – albański matematyk, polityk i agent wywiadu.

## Życiorys
Syn Osmana Shehu. W latach 1984–1992 był specjalistą od algebry i wykładowcą matematyki na Uniwersytecie w Tiranie, a także autorem podręczników szkolnych do matematyki. W 1991 związał się ze Stowarzyszeniem Intelektualistów Muzułmańskich. W tym samym roku po raz pierwszy wystartował w wyborach parlamentarnych, z listy Demokratycznej Partii Albanii, ale mandat deputowanego z okręgu Dibry uzyskał dopiero w następnych wyborach, w 1992. W latach 1992–1997, w okresie rządów Salego Berishy kierował Narodową Służbą Wywiadowczą (alb. Shërbimi Informativ Kombëtar), powstałą po likwidacji Sigurimi. Nie miał wcześniejszych doświadczeń w kierowaniu służbami specjalnymi, w jednym z pierwszych wywiadów zapowiadał usunięcie 60 proc. kadr, wywodzących się z dawnych komunistycznych służb specjalnych. Współpracując ściśle z amerykańskimi służbami specjalnymi, należał zarazem do grona najbliższych współpracowników Salego Berishy, kontrolując aparat Demokratycznej Partii Albanii.
W czerwcu 1996 był oskarżany o zatrzymywanie i torturowanie działaczy opozycji, protestujących przeciwko rządom Demokratycznej Partii Albanii. W czasie zamieszek, które ogarnęły Albanię wiosną 1997 B.Gazidede kierował nieudaną operacją mającą na celu przywrócenie porządku publicznego. 26 marca pojawił się w parlamencie i w przekazie dla telewizji oskarżył władze Grecji, CIA oraz amerykańską ambasadę w Tiranie o przygotowanie operacji Lotos, której celem miało być przejęcie przez Greków kontroli nad południową Albanią.
W czerwcu 1997, po zwycięstwie w wyborach Socjalistycznej Partii Albanii wyjechał z kraju, prawdopodobnie do Turcji. 21 sierpnia 1998 ówczesny prokurator generalny Albanii – Aleksander Goga wydał nakaz aresztowania dziewięciu wysokich urzędników państwowych, oskarżonych o popełnienie w 1997 zbrodni ludobójstwa (na tej liście był także Gazidede). Gazidede był oskarżany także o nadużycie władzy i porzucenie obowiązków służbowych w obliczu zagrożenia. W lipcu 2003 śledztwo przeciwko B.Gazidede zostało umorzone.
W 2005 powrócił do Albanii i podjął pracę urzędnika. Rok później wyjechał do Mediolanu, gdzie leczył się na koszt rządu albańskiego. Zmarł na chorobę nowotworową. Pochowany na cmentarzu Tufinë w Tiranie.
Był żonaty (żona Leta), miał dwoje dzieci.

## Publikacje
- 2006: Algjebra : ushtrime e probleme të zgjidhura : grupet, unazat, modulet
- 2006: Analiza matematike : ushtrime e probleme të zgjidhura
- 2010: Kombinatorika : teori dhe ushtrime e probleme të zgjidhura : kombinacionet, dispozicionet, përkëmbimet, binomi i Njutonit.